# Interzone (band)
Interzone was een Duitse band uit de NDW-periode.

## Bandbezetting
- Heiner Pudelko (†) (zang, mondharmonica)
- Hans Wallbaum (drums)
- Leo Lehr (†) (gitaar)
- Mario Schulz (gitaar)
- Kurt Herkenberg (†) (basgitaar)
- Ralf Schmidt (basgitaar)
- James Delbridge (basgitaar)
- Ingo Bischof (toetsen)
- Axel Fuhrmann (toetsen)
- Benjamin Hüllenkremer (basgitaar)

## Carrière
In 1968 formeerde Pudelko, samen met bassist Kurt Herkenberg, de blues-rock formatie Curly Curve, waarin later ook gitarist Leo Lehr en drummer Hans Wallbaum speelden, maar verliet de band weer in 1970. In 1978 werd de band ontbonden en het trio Wallbaum, Herkenberg en Lehr benaderden daarop Pudelko, die in de tussentijd was begonnen met Duitse teksten te werken. Aanvang 1979 formeerden ze de band Interzone, waarbij zich kort daarna Ralf 'Trotter' Schmidt, 'Bibi Schulz''  en Axel Fuhrmann van de Berlijnse Bar Band voegden. In het begin schreef Pudelko geen eigen teksten, maar was gecharmeerd van de gedichten van Wolf Wondratschek. Na het succes van hun zelf geproduceerde single Kinderlieder aus Beton wilden Pudelko en Interzone in 1980 de muziek van hun eerste album volledig met Wondratschek-teksten uitbrengen, maar de dichter trok zijn toestemming hiervoor alsnog terug. Het album Chucks Zimmer werd tot op de dag van vandaag niet uitgebracht.
Aanvang 1981 ging Interzone zonder platencontract in een Berlijnse audio-geluidsstudio en namen met co-producent Udo Arndt het eerste Interzone-album op. Kort voor beëindiging van de productie kwam het tot een akkoord met het label en medio juni 1981 verscheen het debuutalbum met de bandnaam als titel. Het muziekblad Musik Express stelde de formatie per flexidisc in songfragmenten voor. Kort daarna speelde Interzone op de Berlijnse Waldbühne voor 22.000 fans met een liveoptreden op de televisie. Naar aanleiding van hun opkomende reputatie besloot de band om zich in november aan te sluiten bij een 7 dagen-7 steden-tournee. In het voorjaar van 1982 hadden ze optredens met Spliff, Prima Klima en Extrabreit bij de Levis Rock Festival-tournee. Het festival werd goed bezocht, voornamelijk door een zeer jeugdig publiek. In september 1982 kwam het tweede album Aus Liebe op de markt, dat door critici doorgaans enthousiast werd ontvangen. Ofschoon het niet tot de officiële hitlijsten kon doordringen, waren de verkoopcijfers opmerkelijk.
Medio 1983 werd een volgende concert op de Waldbühne gespeeld. 'Trotter' Schmidt hielp zijn vrienden uit de brand aan de basgitaar, maar was voor de verdere bandprojecten niet meer beschikbaar. Eind 1984 verscheen de single Ich und mein Freund die Katze, die werd geproduceerd door Nena-producent Reinhold Heil en Udo Arndt. Gitarist Lehr hield het daarna voor gezien, de basgitaar werd bespeeld door Benjamin Hüllenkremer, die James Delbridge verving. Aan de keyboards kwam Ingo Bischof (voorheen Kraan) erbij. In de zomer van 1985 presenteerde Interzone zich met een nieuwe sound. Het derde album Das süße Leben verkocht ondanks de relatief breed opgezette reclamecampagne niet naar behoren. Duitsland stond in 1985/1986 niet meer te wachten op artiesten als Nena, Falco en Herbert Grönemeyer. In de zomer van 1986 werd de band ontbonden.
In 1988 produceerden Annette Humpe en Conny Plank het eerste soloalbum Mein Schatz van Heiner Pudelko, waarbij wederom alle Interzone-muzikanten meewerkten. In hetzelfde jaar verongelukte Leo Lehr dodelijk door een ongeluk met een vrachtwagen. Kort na de jaarwisseling van 1994/1995 overleed Pudelko in de leeftijd van 46 jaar. Na zijn dood publiceerde het label de compilatie Mit artigsten Grüßen met Pudelko's beste songs en Interzone uit 17 jaar. Mario Schultz is tegenwoordig huisgitarist bij Stoppok, Hans Wallbaum is drummer bij de Hamburg Blues Band, Ingo Bischof en Benjamin Hüllenkremer zijn studiomuzikanten. Ralf 'Trotter' Schmidt is bassist in de rockband The Drivers en bij de Blues Alligators in Berlijn.

## Discografie

### Singles
- 1980: Kinderlieder aus Beton
- 1981: Hintermänner
- 1982: Armer Paul
- 1982: Aus Liebe
- 1984: Ich und mein Freund die Katze
- 1985: Dieses Album hat zehn Singles (gelimiteerde oplage)

### Albums
- 1981: Interzone
- 1982: Aus Liebe
- 1985: Das süsse Leben
- 1988: Mein Schatz (met Heiner Pudelko)
- 1992: Gloria (met Heiner Pudelko)
- 1996: Mit artigsten Grüßen (met Heiner Pudelko)